# Borkovice
Borkovice település Csehországban, a Tábori járásban. Borkovice Vesce, Vlastiboř, Mažice, Sviny, Zálší, Komárov, Žíšov és Dráchov településekkel határos. Lakosainak száma 249 fő (2024. január 1.).

## Népesség
A település lakosságának változását az alábbi diagram mutatja:
| Lakosok száma | 381  | 368  | 422  | 353  | 301  | 232  | 222  | 233  | 229  | 249  |
|               | 1869 | 1900 | 1921 | 1961 | 1980 | 2011 | 2016 | 2019 | 2021 | 2024 |